# شيبوغامو (كيبك)
شيبوغامو (بالإنجليزية: Chibougamau)‏ هي بلدية محلية في كيبيك تقع في كندا في Nord-du-Québec. يقدر عدد سكانها بـ 7,541 نسمة ومساحتها 1,027.80 كم2 .

## المناخ
يظهر الجدول التالي التغييرات المناخية على مدار السنة لشيبوغامو:
| البيانات المناخية لـشيبوغامو                        | البيانات المناخية لـشيبوغامو | البيانات المناخية لـشيبوغامو | البيانات المناخية لـشيبوغامو | البيانات المناخية لـشيبوغامو | البيانات المناخية لـشيبوغامو | البيانات المناخية لـشيبوغامو | البيانات المناخية لـشيبوغامو | البيانات المناخية لـشيبوغامو | البيانات المناخية لـشيبوغامو | البيانات المناخية لـشيبوغامو | البيانات المناخية لـشيبوغامو | البيانات المناخية لـشيبوغامو | البيانات المناخية لـشيبوغامو |
| الشهر                                               | يناير                        | فبراير                       | مارس                         | أبريل                        | مايو                         | يونيو                        | يوليو                        | أغسطس                        | سبتمبر                       | أكتوبر                       | نوفمبر                       | ديسمبر                       | المعدل السنوي                |
| --------------------------------------------------- | ---------------------------- | ---------------------------- | ---------------------------- | ---------------------------- | ---------------------------- | ---------------------------- | ---------------------------- | ---------------------------- | ---------------------------- | ---------------------------- | ---------------------------- | ---------------------------- | ---------------------------- |
| الدرجة القصوى °م (°ف)                               | 8.5 (47.3)                   | 9.0 (48.2)                   | 16.0 (60.8)                  | 28.0 (82.4)                  | 31.5 (88.7)                  | 34.5 (94.1)                  | 35.0 (95.0)                  | 33.3 (91.9)                  | 29.0 (84.2)                  | 24.4 (75.9)                  | 17.8 (64.0)                  | 11.0 (51.8)                  | 35.0 (95.0)                  |
| متوسط درجة الحرارة الكبرى °م (°ف)                   | −13.5 (7.7)                  | −10.3 (13.5)                 | −3.3 (26.1)                  | 5.2 (41.4)                   | 13.9 (57.0)                  | 20.0 (68.0)                  | 22.2 (72.0)                  | 20.5 (68.9)                  | 14.2 (57.6)                  | 6.7 (44.1)                   | −1.9 (28.6)                  | −9.3 (15.3)                  | 5.4 (41.7)                   |
| المتوسط اليومي °م (°ف)                              | −18.8 (−1.8)                 | −16.2 (2.8)                  | −9.5 (14.9)                  | −0.3 (31.5)                  | 8.1 (46.6)                   | 14.1 (57.4)                  | 16.4 (61.5)                  | 15.0 (59.0)                  | 9.7 (49.5)                   | 3.1 (37.6)                   | −5.2 (22.6)                  | −13.6 (7.5)                  | 0.2 (32.4)                   |
| متوسط درجة الحرارة الصغرى °م (°ف)                   | −24.2 (−11.6)                | −22.2 (−8.0)                 | −15.5 (4.1)                  | −5.7 (21.7)                  | 2.2 (36.0)                   | 8.2 (46.8)                   | 10.5 (50.9)                  | 9.5 (49.1)                   | 5.2 (41.4)                   | −0.5 (31.1)                  | −8.5 (16.7)                  | −18 (0)                      | −4.9 (23.2)                  |
| أدنى درجة حرارة °م (°ف)                             | −43.3 (−45.9)                | −42.8 (−45.0)                | −38 (−36)                    | −27.2 (−17.0)                | −16.1 (3.0)                  | −5.6 (21.9)                  | −0.6 (30.9)                  | −2.2 (28.0)                  | −6 (21)                      | −13.3 (8.1)                  | −30 (−22)                    | −42 (−44)                    | −43.3 (−45.9)                |
| الهطول مم (إنش)                                     | 61.9 (2.44)                  | 39.4 (1.55)                  | 50.3 (1.98)                  | 56.6 (2.23)                  | 82.4 (3.24)                  | 100.1 (3.94)                 | 124.3 (4.89)                 | 100.2 (3.94)                 | 129.7 (5.11)                 | 93.9 (3.70)                  | 93.2 (3.67)                  | 63.5 (2.50)                  | 995.5 (39.19)                |
| معدل هطول الأمطار مم (إنش)                          | 3.2 (0.13)                   | 2.4 (0.09)                   | 8.8 (0.35)                   | 28.7 (1.13)                  | 75.5 (2.97)                  | 100.1 (3.94)                 | 124.3 (4.89)                 | 100.2 (3.94)                 | 128.6 (5.06)                 | 70.9 (2.79)                  | 36.7 (1.44)                  | 5.0 (0.20)                   | 684.4 (26.93)                |
| متوسط تساقط الثلوج سم (إنش)                         | 58.8 (23.1)                  | 37.0 (14.6)                  | 41.6 (16.4)                  | 29.5 (11.6)                  | 6.9 (2.7)                    | 0.0 (0.0)                    | 0.0 (0.0)                    | 0.0 (0.0)                    | 1.2 (0.5)                    | 23.0 (9.1)                   | 56.5 (22.2)                  | 58.5 (23.0)                  | 313 (123.2)                  |
| متوسط أيام هطول الأمطار (≥ 0.2 mm)                  | 18.1                         | 13.6                         | 12.1                         | 12.3                         | 14.8                         | 16.3                         | 17.4                         | 17.1                         | 20.2                         | 19.8                         | 19.9                         | 19.3                         | 200.9                        |
| متوسط الأيام الممطرة (≥ 0.2 mm)                     | 0.55                         | 1.1                          | 2.4                          | 6.7                          | 13.6                         | 16.3                         | 17.4                         | 17.1                         | 20.1                         | 14.5                         | 6.1                          | 1.3                          | 117.15                       |
| متوسط الأيام المثلجة (≥ 0.2 cm)                     | 18.0                         | 12.9                         | 10.4                         | 7.9                          | 2.5                          | 0.0                          | 0.0                          | 0.0                          | 0.47                         | 7.4                          | 16.1                         | 18.5                         | 94.17                        |
| ساعات سطوع الشمس الشهرية                            | 90                           | 122                          | 170                          | 164                          | 202                          | 234                          | 233                          | 208                          | 113                          | 84                           | 46                           | 66                           | 1٬732                        |
| المصدر #1: Environment Canada                       |                              |                              |                              |                              |                              |                              |                              |                              |                              |                              |                              |                              |                              |
| المصدر #2: The Weather Network(sunshine data only). |                              |                              |                              |                              |                              |                              |                              |                              |                              |                              |                              |                              |                              |

## أعلام
- بيتر ميلر